# Pamares deru
Pamares deru är en insektsart som beskrevs av Mansell 1990. Pamares deru ingår i släktet Pamares och familjen myrlejonsländor. Inga underarter finns listade i Catalogue of Life.